# Motoalpinismo
Con il termine motoalpinismo (trail in inglese) si intende uno sport che è un misto tra l'enduro ed il trial.
Questo sport consiste nel percorrere strade asfaltate, sterrate e magari qualche passaggio un po' più difficile per raggiungere una determinata meta avendo superato magari dislivelli molto impegnativi.

## Caratteristiche
La regola fondamentale del motoalpinista  è il grande rispetto per la natura e l'ambiente che si va ad “invadere” per qualche ora e il rispetto delle altre persone che utilizzano il solito percorso con altri mezzi. Il motoalpinista si deve anche fare carico, come buona regola civica, di segnalare alle autorità eventuali problemi o anomalie riscontrate durante il percorso.

## La moto

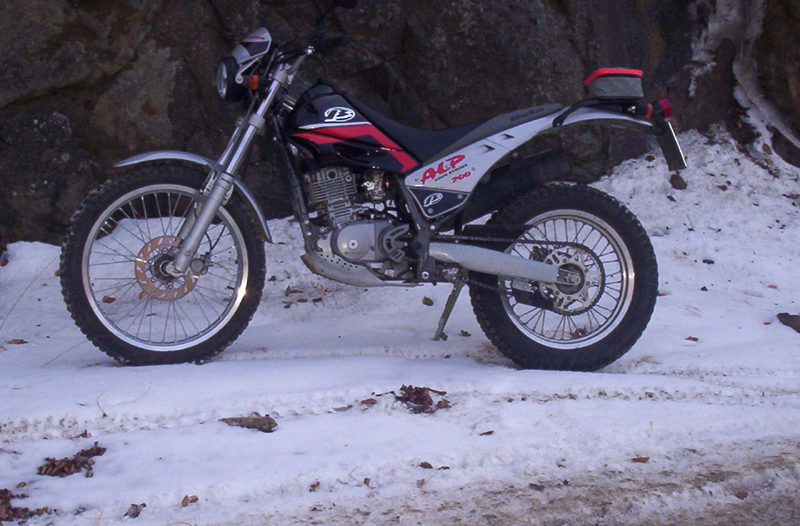
Esempio di moto da motoalpinismo.

La moto per il motoalpinismo deve avere delle caratteristiche specifiche prese da altre moto.
In comune con l'enduro:
- essere targata e in regola con il codice della strada
- avere una buona autonomia
- avere una seduta comoda

In comune con il trial:
- essere targata e in regola con il codice della strada
- avere una discreta potenza alla ruota
- avere una ridotta emissione sonora e dei gas di scarico
- avere delle protezioni rinforzate per il motore e i leveraggi

## Il percorso
Data la versatilità della moto, può essere molto vario; quando possibile è auspicabile usare la moto stessa per lo spostamento stradale invece che del traino su altro mezzo.
È bene programmarlo in anticipo portandosi dietro cartine dettagliate e/o meglio ancora un navigatore satellitare. È norma fondamentale non avventurarsi da soli in percorsi che si allontanano molto dai centri abitati.

## Il pilota
Anche se c'è un motore che traina è bene che il pilota sia in buona forma fisica perché i percorsi fuoristrada spesso impegnano molto sia il fisico che la mente. È da evitare assolutamente l'improvvisazione: il motoalpinista deve avere buone conoscenze e pratica della guida motociclistica, fuoristradistica e del comportamento in situazioni potenzialmente pericolose anche se affrontate a piedi.

## L'abbigliamento
L'abbigliamento è composto da elementi che devono avere come caratteristiche:
- casco: È consigliabile uno da trial che è molto leggero e con ottima visibilità che però non ha protezione per il viso per cui è bene portare gli occhiali e (se il modello lo permette) montare una mentoniera. Può andar bene anche un modello da enduro che è più protettivo ma anche più pesante e "soffocante".

- Giubbotto: La scelta può essere per un modello già provvisto di rinforzi (spalle, gomiti, schiena) oppure per la classica pettorina da cross con un giubbotto leggero sopra.

- Pantaloni: Quelli da cross vanno benissimo, l'importante è che sia fornito di ginocchiere.

- Stivali: Sono consigliati quelli da trial che sono più confortevoli nel caso si dovessero fare dei piccoli trasferimenti a piedi (ricordando di ingrassarli sempre).

- Guanti: Basta che siano ben rinforzati sulle dita e con un buon "grip" sul palmo.